# Patul lui Procust (film)
Patul lui Procust este un film din 2001, produs în studiourile Flux Film Studio din Republica Moldova, regizat de Sergiu Prodan și Viorica Meșină.
Premiera filmului a avut loc în anul 2000 la Berlin International Film Festival. În SUA premiera a avut loc la 14 aprilie 2003. Drama a fost nominalizată ca fiind cel mai bun film pentru regie (The Golden Pyramid Award) la „Cairo International Film Festival” ediția 2002.
Filmul este o ecranizare modernă a romanului omonim al lui Camil Petrescu. Pornind de la semnificația metaforică a „Patului lui Procust” din mitologia greacă, filmul descrie soarta personajelor plină de convenționalități și reprezintă simbolul practicilor abuzive de încadrare a oamenilor, a gândirii și emoțiilor lor, în anumite tipare prestabilite.
Coloana sonoră a filmului a fost compusă de Eugen Doga.

## Distribuția
- Petru Vutcărău - Fred Vasilescu
- Oleg Iankovski - Ladima
- Maia Morgenstern - Doamna T
- Gheorghe Dinică - Nae Gheorghidiu (menționat George Dinică)
- Tania Popa - Emilia
- Adriana Trandafir - Valeria, sora Emiliei
- Silviu Stănculescu - Tănase Vasilescu
- Medeea Marinescu - Mouthy
- Inna Jeltova - Lena Corematti
- Haralambie Boroș - directorul Teatrului Național
- Claudiu Istodor - procuror
- Adrian Titieni - căpitanul aeroclubului
- Iurii Braiș - Mărginoiu
- Daniel Balade - Malatu
- Hugo Vulf - Ghenovicescu
- Costin Mărculescu - Gâlgojanu
- Leana Chioibaș - Gina
- Ion Siminie - Cibănoiu (menționat Ion Simenie)
- Răzvan Vasilescu - sergent
- Mircea Anca
- Gheorghe Gheorghiță
- Petru Oistric
- Gheorghe Gheorghiu
- Daniela Bojiță
- Valentin Todercan
- Emilian Pirpală